# Mario Abbiate
Mario Abbiate (Genova, 14 febbraio 1872 – Milano, 5 giugno 1954) è stato un politico, sindacalista e avvocato italiano.
Fu ministro dell'Industria, Commercio e Lavoro del Regno d'Italia nel Governo Nitti II.

## Biografia
Mario Abbiate nasce a Genova il 14 febbraio 1872. I genitori sono Giuseppe Abbiate, che a 17 anni fugge dal Seminario di Vercelli per seguire come volontario Giuseppe Garibaldi nella spedizione dei Mille, ed Erminia Montalenti, entrambi di Caresana in provincia di Vercelli. A Caresana sono proprietari di un'importante impresa agricola specializzata nella coltivazione del riso.
Mario Abbiate segue gli studi in Giurisprudenza alla Sapienza - Università di Roma, dove si laurea a 20 anni. Successivamente, si trasferisce a Milano, dove esercita la professione di avvocato presso lo studio dell'onorevole Carlo Canetta. Nel 1900 è chiamato a far parte della Federazione Nazionale delle Società di Mutuo Soccorso e della Lega Nazionale delle Cooperative. Nel 1903 è nominato nel Consiglio Superiore del Lavoro. In questo organismo riceve l'incarico dell'inchiesta sulle zolfare della Sicilia e sul lavoro notturno dei fornai.
Rappresenta l'Italia nei Congressi internazionali della Mutualità nel 1903, 1905, 1907 e diviene nel 1906 segretario generale della Federazione internazionale della Mutue. Nel 1909 è eletto deputato di Vercelli nelle file della coalizione liberal-democratica, sconfiggendo il candidato conservatore. Nelle successive elezioni politiche del 1913 è sconfitto dal candidato socialista. Alla camera ha fatto parte del gruppo Radicale.
Nel 1917 i coniugi Mario Abbiate e Rosa Cambiaghi acquistano da Edoardo Rossi la Villa a Buscate del XVII secolo con annessi possedimenti e impiantano una solida impresa agricola che introduce la coltivazione della risaia nella zona (approfittando delle disponibilità di acqua del Canale Villoresi) e l'allevamento intensivo del bestiame (Stallone). Il 6 ottobre 1919 Mario Abbiate è nominato Senatore del Regno. Aderisce al gruppo parlamentare dell'Unione democratica sociale.
Nel 1920 viene nominato Ministro dell'Industria e del Commercio nel Governo Nitti II. Nello stesso anno passa al Ministero del Lavoro e della Previdenza Sociale. Dura in carica pochi giorni fino alle dimissioni di Nitti del 15 giugno 1920.  Nel novembre del 1924 aderisce all'Unione Nazionale di Giovanni Amendola, ed entra a far parte del costituendo gruppo parlamentare. Deciso oppositore del regime fascista dai banchi del Senato: il 26 giugno 1924, denuncia nell'aula di Palazzo Madama le responsabilità di Mussolini per l'omicidio di Giacomo Matteotti, unendo la sua denuncia a quella di due soli altri senatori, i quali votarono contro la fiducia al Governo conferita a grande maggioranza dei presenti.
Nel 1946 è nominato nella Consulta Nazionale; partecipa al grande dibattito sulla nuova Carta costituzionale. Nella I legislatura repubblicana entra a far parte del Senato della Repubblica in base alla III disposizione transitoria della Costituzione. Diventa presidente della società Montecatini succedendo all'ing. Donegani. Nel periodo 1948-53 è nominato presidente delle Assicurazioni Generali. Muore nel 1954 ed è sepolto nella cappella di famiglia del cimitero di Caresana.